# Siedlung Luisenhof (Berlin-Reinickendorf)

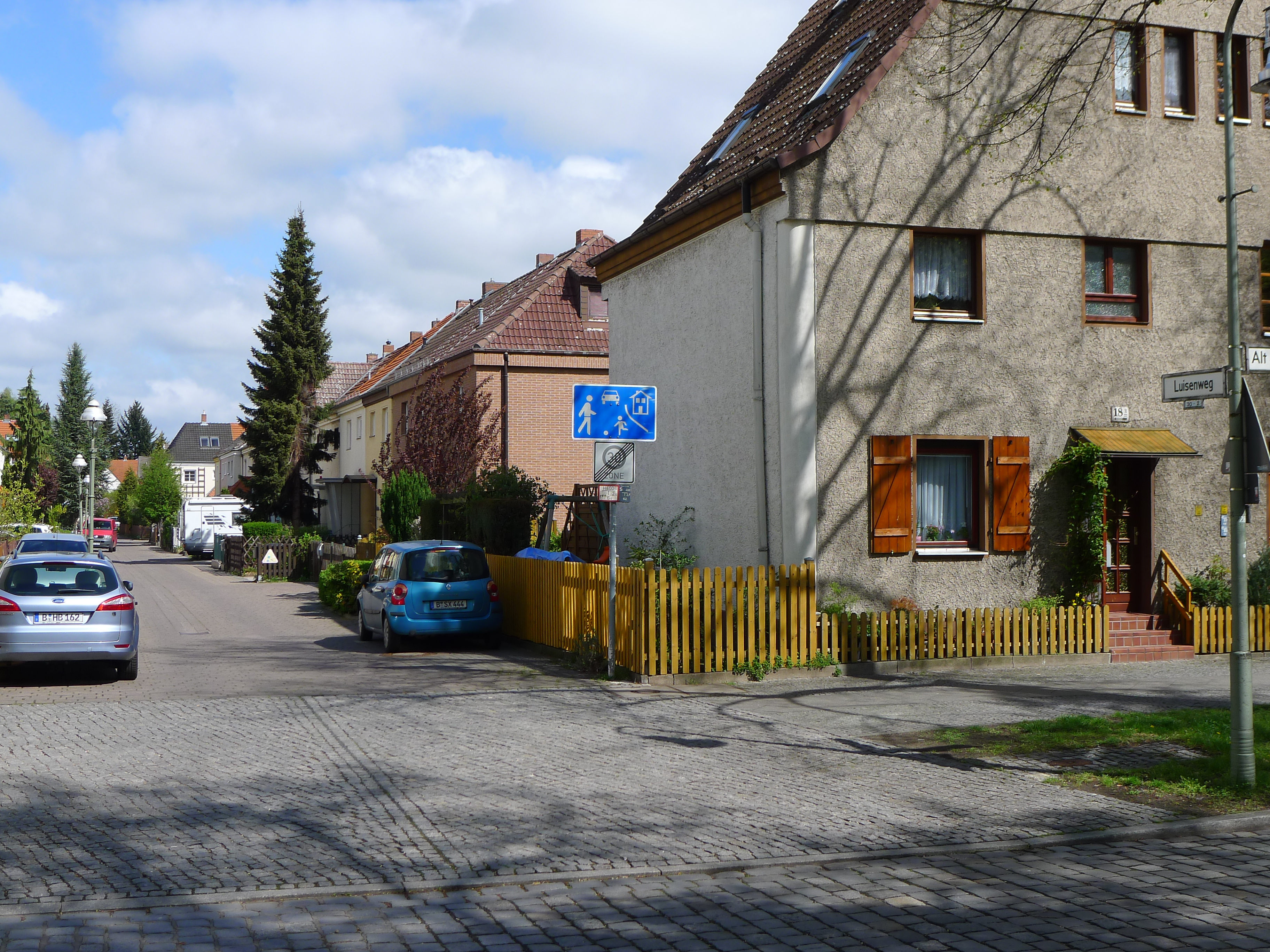
Siedlung Luisenhof

Die Siedlung Luisenhof ist eine im Berliner Ortsteil Reinickendorf gelegene denkmalgeschützte Wohnsiedlung, errichtet in den Jahren 1919 und 1920 durch die Luisenhof Gemeinnützige Wohnungs AG.

## Geschichte und Architektur
1919 erwarb die vom Bauunternehmer Georg Heyer gegründete Luisenhof Gemeinnützige Wohnungs AG das 20.300 m² großes Grundstück Hauptstraße 17–19 von den Hasser’schen Erben, das mit einem eingeschossigen Wohnhaus und vier Nebengebäuden bebaut war.
Auf dem langgestreckten Grundstück plante Georg Heyer eine Kleinhaussiedlung.
Auf 92 Parzellen sollte eine städtische Nachbarschaft entstehen. Der in der Zeitschrift „Die Bauwelt“ veröffentlichte erste Entwurf der Siedlung sah eine angerförmige Anordnung der Reihenhäuser vor. Am Dorfanger sollten zwei traufständige Mietwohngebäude eine Torsituation bilden, worauf sich eine platzartige Situation in einem Wohnhof anschließt, die von langen, durch leichte Rücksprünge gestaffelten Reihenhauszeilen eingefasst ist. Hinter dem ursprünglich nur hausbreit bemessenen Durchgang für den Freiheitsweg sollten sich die Reihenhauszeilen fortsetzen, die sich weiterhin angerartig staffeln, bis sie an einem die Siedlung nach Norden zur Vorortbahntrasse hin abschließenden Schmuckplatz enden.
Die ursprünglich verhältnismäßig kunstvoll geplante Siedlungsanlage spiegelt sich auch in differenziert gestalteten Hausentwürfen wider. Mit der Staffelung der Häuser war eine reizvolle Dachlandschaft verbunden, die Gestaltungsmerkmale der Gebäude waren durch die Variation weniger Gestaltungselemente abwechslungsreich gestaltet. Eine gewisse Normierung war beabsichtigt und der Bau von Fenstern und Türen sollte den zu dieser Zeit entwickelten Normen 
In der Ausführung änderte Heyer sein Konzept und errichtete ausschließlich zweigeschossige Reihenhäuser, die in Zeilen zusammengefasst entlang des neu angelegten Luisenweges und am Freiheitsweg entstanden. Die Kopfbauten am Dorfanger waren nun auch nur noch als zwei kurze Zeilen mit je vier zweigeschossigen Reihenhäusern geplant, jedoch mit großen, zwei Häuser überspannenden Giebeln, um die Torsituation zu gestalten.

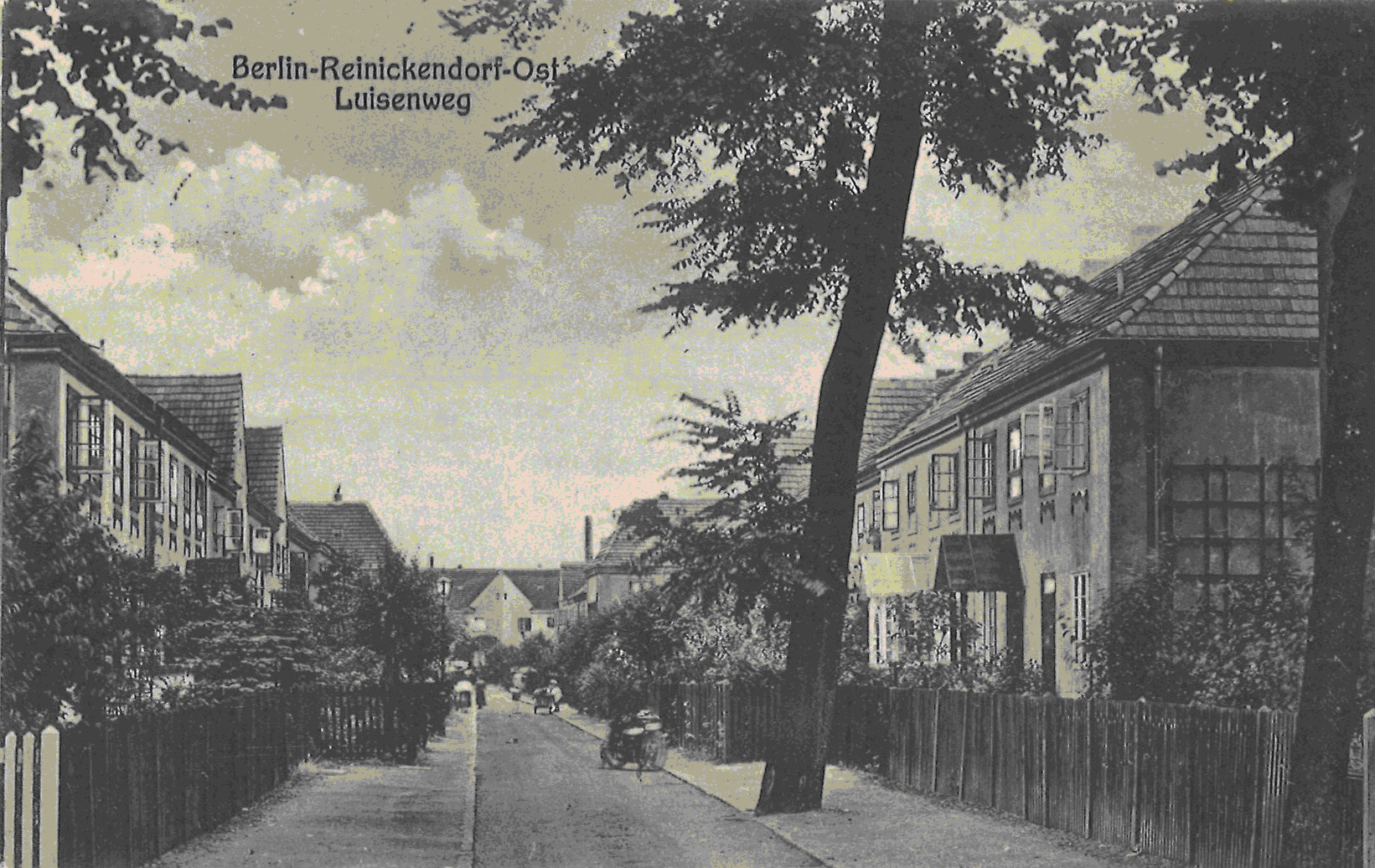
Ansichtskarte zur Siedlung Luisenhof in Berlin-Reinickendorf, um 1920

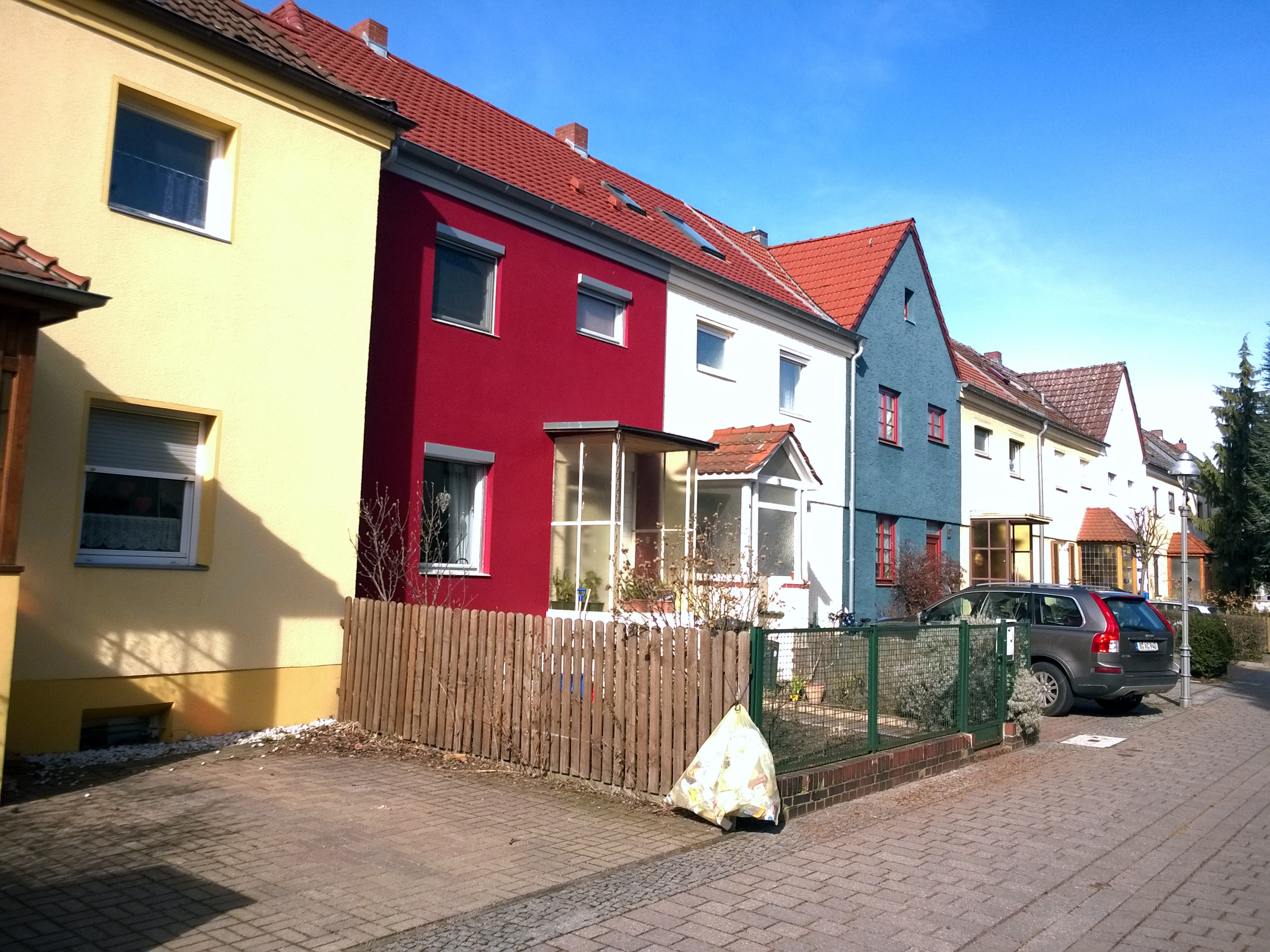
Luisenweg 2017

1919 stellte das Baugeschäft Georg Heyer GmbH aus Schmargendorf, Breite Straße 46 im Namen der Luisenhof Gemeinnützige Wohnungs AG Anträge für den Bau von 71 Eigenheimen. 1919 bzw. 1920 wurden die Baugenehmigungen erteilt. Bereits Ende 1919 waren die meisten Reihenhäuser im Rohbau fertiggestellt, und 1920 wurden sie bezogen.
Die Gestaltung und Grundrissdisposition basierte auf den von Heyer, Muthesius und anderen entwickelten Prinzipien der Kleinhausarchitektur. Der Kleinviehstall im Keller sollte ebenso wie der Garten der Selbstversorgung der Bewohner dienen. Diese waren mit großer Wahrscheinlichkeit in den nahe gelegenen Maschinenbaufabriken (z. B. A. Schwartzkopff, Maschinenfabrik Prometheus GmbH, Ventilatoren- und Apparatebaufabrik Turbon) beschäftigt. Der große Anteil von Schlossern, Drehern und weiteren metallverarbeitenden Berufen nachgehenden Hauseigentümern spricht dafür.
Die Siedlung Luisenhof blieb im Zweiten Weltkrieg von großen Zerstörungen verschont. Bombeneinschläge in der Nachbarschaft führten zu leichten Schäden an Dächern und Fassaden. Diese wurden Ende der 1940er und Anfang der 1950er Jahre behoben.
1996 wurde die Siedlung Luisenhof als Teil des Denkmalbereiches „Ortskern Reinickendorf mit Dorfanger und Straße Alt-Reinickendorf“ unter Denkmalschutz gestellt.

## Schicksal jüdischer Bewohner
Am 17. November 1941 wurden aus dem Haus Luisenweg 10 Daniel Marcuse, seine Schwester Mirjam Marcuse und beider Mutter Lilli Marcuse, geb. Zippert, nach Kaunas in Litauen deportiert und dort im Dezember 1941 ermordet. Der Bruder von Lilli Marcuse, Hermann Zippert wurde am 30. Oktober 1942 nach Theresienstadt deportiert und im gleichen Jahr in Auschwitz ermordet.
Am 22. August 2006 wurden vor dem Haus Luisenweg 10 vier Stolpersteine für Angehörige der Familie Marcuse/Zippert gelegt.